# Brit Awards 2019
BRIT Awards 2019, 39. ročník hudebních cen organizace British Phonographic Industry, se uskutečnil 20. února 2019. Předávání cen proběhlo v O2 Areně v Londýně.
Moderátorem byl Jack Whitehall, který akci moderoval i předchozí rok. Oficiálním designerem sošky BRIT byl Sir David Ajaye. V prosinci 2018 bylo oznámeno, že Clara Amfo bude moderovat BRITs Are Coming Nominations Launch Show, která se vysílala 12. ledna 2019. Clara Amfo pak společně s Alice Levine vysílala živě z červeného koberce těsně před začátkem hlavní show na ITV2.

## Účinkující

### Předskokani
| Účinkující  | Píseň                  | reakce UK Singles Chart (týden končící 24. ledna 2019) | reakce US Albums Chart (týden končící 24. ledna 2019)    |
| ----------- | ---------------------- | ------------------------------------------------------ | -------------------------------------------------------- |
| Jess Glynne | "Thursday"             | 24 (-5)                                                | Always in Between - 5 (+1) I Cry When I Laugh - 36 (+10) |
| George Erza | "Hold My Girl"         | 12 (-4)                                                | Staying at Tamara's- 72 (+18)                            |
| Not3s Mabel | "Fine Line" "My Lover" | N/A                                                    | N/A                                                      |
| Little Mix  | "Think About Us"       | N/A                                                    | LM5 - 21 (+1) Glory Days - 60 (+3)                       |
| Sam Fender  | "Play God"             | N/A                                                    | N/A                                                      |

### Hlavní show
| Účinkující                                      | Píseň                                                                         | reakce UK Singles Chart (týden končící 28. února 2019) | reakce US Albums Chart (týden končící 28. února 2019)               |
| ----------------------------------------------- | ----------------------------------------------------------------------------- | ------------------------------------------------------ | ------------------------------------------------------------------- |
| Hugh Jackman                                    | "The Greatest Show"                                                           | 80 (-1)                                                | The Greatest Showman: Original Motion Picute Soundtrack – 2 (+/-)   |
| George Erza Hot 8 Brass Band                    | "Shotgun"                                                                     | 27 (+5)                                                | Staying at Tamara's - 5 (+2) Wanted on Voyage- 43 (+8)              |
| Little Mix Ms. Banks                            | "Woman Like Me"                                                               | 88 (+-6)                                               | LM5 - 34 (-5) Glory Days - 65 (+11)                                 |
| Jorja Smith                                     | "Don't Watch Me Cry"                                                          | N/A                                                    | Lost & Found - 47 (znovu objevení)                                  |
| Calvin Harris Rag'n'Bone Man Sam Smith Dua Lipa | "Giant" "Promises" "One Kiss"                                                 | 4 (+2) 50 (+/-) 69 (+9)                                | Calvin Harris N/A                                                   |
| Calvin Harris Rag'n'Bone Man Sam Smith Dua Lipa | "Giant" "Promises" "One Kiss"                                                 | 4 (+2) 50 (+/-) 69 (+9)                                | Rag'n'Bone Man Human - 68 (znovu objevení)                          |
| Calvin Harris Rag'n'Bone Man Sam Smith Dua Lipa | "Giant" "Promises" "One Kiss"                                                 | 4 (+2) 50 (+/-) 69 (+9)                                | Sam Smith In the Lonely Hour- 53 (+1) The Thrill of It All- 83 (+3) |
| Calvin Harris Rag'n'Bone Man Sam Smith Dua Lipa | "Giant" "Promises" "One Kiss"                                                 | 4 (+2) 50 (+/-) 69 (+9)                                | Dua Lipa Dua Lipa - 15 (-1)                                         |
| Jess Glynne H.E.R.                              | "Thursday"                                                                    | 41 (-2)                                                | Always in Between - 12 (-2) I Cry When I Laugh - 50 (-1)            |
| The 1975                                        | "Sincerity Is Scary"                                                          | N/A                                                    | A Brief Inquiry Into Online Relationships - 23 (-18)                |
| P!nk Dan Smith                                  | "Walk Me Home" "Just like Fire" "Just Give Me a Reason" "Try" "What About Us" | N/A                                                    | Greatest Hits... So Far!!! - 55 (+44)                               |

## Ocenění a nominace
Vítězové jsou označeni tučně.
| British Album of the Year (nejlepší album) (vyhlašoval Jared Leto) | British Single of the Year (nejlepší singl) (vyhlašovali Liam Payne a Winnie Harlow) |
| --- | --- |
| - The 1975 – A Brief Inquiry into Online Relationships - Anne-Marie – Speak Your Mind - Florence and the Machine – High as Hope - George Ezra – Staying at Tamara's - Jorja Smith – Lost & Found                                                                            | - Calvin Harris and Dua Lipa – "One Kiss" - Anne-Marie – "2002" - Clean Bandit ft. Demi Lovato – "Solo" - Dua Lipa – "IDGAF" - George Ezra – "Shotgun" - Jess Glynne – "I'll Be There" - Ramz – "Barking" - Rudimental ft. Jess Glynne, Macklemore a Dan Caplen – "These Days" - Sigala and Paloma Faith – "Lullaby" - Tom Walker – "Leave a Light On"                                             |
| British Male Solo Artist (nejlepší mužský výkon) (vyhlašovali Daniel Sturridge a Paloma Faith) | British Female Solo Artist (nejlepší ženský výkon) (vyhlašovali H.E.R. a Nile Rogers) |
| - George Ezra - Aphex Twin - Craig David - Giggs - Sam Smith | - Jorja Smith - Anne-Marie - Florence and the Machine - Jess Glynne - Lily Allen |
| British Group (nejlepší skupina) (vyhlašovaly Natalie Dormerová a Vicky McClure) | British Breakthrough Act (objev roku) (vyhlašovaly Clara Amfo a Alice Levine) |
| - The 1975 - Arctic Monkeys - Gorillaz - Little Mix - Years & Years | - Tom Walker - Ella Mai - Idles - Jorja Smith - Mabel |
| International Male Solo Artist (nejlepší mužský zahraniční výkon) (vyhlašoval Jack Whitehall) | International Female Solo Artist (nejlepší ženský zahraniční výkon) (vyhlašoval Jack Whitehall) |
| - Drake - Eminem - Kamasi Washington - Shawn Mendes - Travis Scott | - Ariana Grande - Camila Cabello - Cardi B - Christine and the Queens - Janelle Monáe |
| International Group (nejlepší zahraniční skupina) (vyhlašoval Jack Whitehall) | Critics' Choice Award (cena kritiků) (vyhlašovala Clara Amfo) |
| - The Carters - Brockhampton - Chic - First Aid Kit - Twenty One Pilots | - Sam Fender - Lewis Capaldi - Mahalia |
| Speciální ceny | British Artist Video of the Year (nejlepší britský videoklip) (vyhlašovali Bros) |
| - British Producer of the Year (britský producent roku): Calvin Harris (vyhlašovaly Annie Mac a Suki Waterhouse) - Global Success Award (globální úspěch): Ed Sheeran (vyhlašovali Abbey Clancy a Roman Kemp) - Outstanding Contribution to Music: P!nk (vyhlašoval Khalid) | - Little Mix ft. Nicki Minaj – "Woman Like Me" - Anne-Marie – "2002" - Calvin Harris a Dua Lipa – "One Kiss" - Clean Bandit ft. Demi Lovato – "Solo" - Dua Lipa – "IDGAF" - Jax Jones ft. Ina Wroldsen – "Breathe" - Jonas Blue ft. Jack & Jack – "Rise" - Liam Payne and Rita Ora – "For You" - Rita Ora – "Let You Love Me" - Rudimental ft. Jess Glynne, Macklemore a Dan Caplen – "These Days" |

## Několikanásobné nominace a ceny
| Nominace | Umělec                   |
| -------- | ------------------------ |
| 4        | Anne-Marie               |
| 4        | Dua Lipa                 |
| 4        | Jess Glyne               |
| 3        | George Erza              |
| 3        | Jorja Smith              |
| 2        | The 1975                 |
| 2        | Calvin Harris            |
| 2        | Clean Bandit             |
| 2        | Dan Caplen               |
| 2        | Demi Lovato              |
| 2        | Florence and the Machine |
| 2        | Little Mix               |
| 2        | Macklemore               |
| 2        | Rita Ora                 |
| 2        | Rudimental               |
| 2        | Tom Walker               |

| Ceny | Umělec        |
| ---- | ------------- |
| 2    | The 1975      |
| 2    | Calvin Harris |